# Uzbekfilm
Uzbekfilm (en uzbeko: Oʻzbekfilm, Ўзбекфильм; en ruso: Узбекфильм) es el estudio de cine más grande y antiguo de Uzbekistán. Fue fundado el 1 de julio de 1925 con sede en la capital Tashkent.
La empresa se llamó inicialmente Sharq yulduzi («Estrella de Oriente»). En 1936 fue renombrado a Uzbekfilm. Durante la guerra soviético-alemana contra la Alemania nazi y sus aliados, la empresa fue llamada Tashkent Film Studio. En 1958 pasó a llamarse de nuevo Uzbekfilm. 
Desde su fundación, Uzbekfilm ha sido el motor del cine uzbeko, ha producido cerca de 400 largometrajes y 100 películas de dibujos animados. Algunas de las películas más populares producidos por Uzbekfilm incluyen Maftuningman (1958) y Mahallada duv-duv gap (1960).